# Galina Prozumensjtjikova
Galina Nikolaevna Prozumensjtjikova, född Stepanova (ryska:Гали́на Никола́евна Прозуме́нщикова (Степа́нова)), 26 november 1948 i Sevastopol, Ryska SFSR, Sovjetunionen, död 19 juli 2015 i Moskva, Ryssland, var en sovjetisk tävlingssimmare (främst bröstsim).

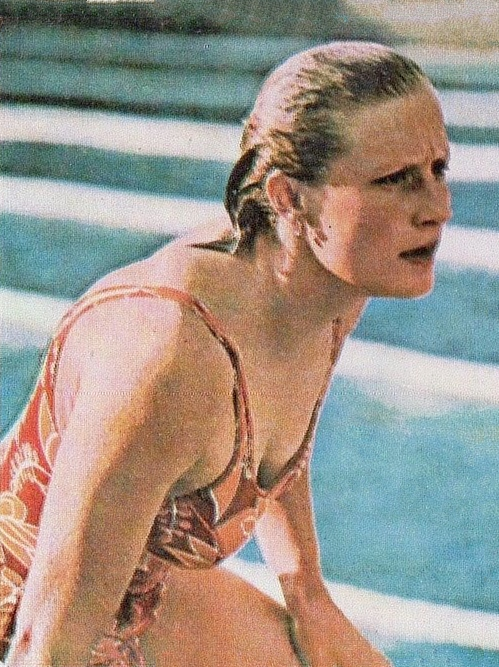
Galina Stepanova

Prozumensjtjikova tillhörde under 1960- och 1970-talet den internationella eliten i simning och deltog vid flera olympiska spel, världsmästerskap och Europamästerskap. Hennes största framgång var guldmedaljen över 200 meter bröstsim vid de Olympiska sommarspelen 1964 i Tokyo.
Hon blev 1977 upptagen i International Swimming Hall of Fame.